# Luna diamante
Luna diamante è un singolo della cantante italiana Mina e del cantautore italiano Ivano Fossati, pubblicato il 14 dicembre 2019 come secondo estratto dall'album in studio Mina Fossati.

## Descrizione
La canzone fa parte della colonna sonora del film La dea fortuna di Ferzan Özpetek ed è stata scelta come sottofondo per il trailer del medesimo film uscito il 6 novembre 2019.